# 明尼蘇達鎮區 (北達科他州伯克縣)
明尼蘇達鎮區（英語：Minnesota Township）是位於美國北達科他州伯克縣的一個鎮區。

## 地方資料
明尼蘇達鎮區的面積為138.43平方千米，當中陸地面積為135.90平方千米，而水域面積為2.53平方千米。根據2010年美國人口普查的數據，當地共有人口21人，而人口密度為每平方千米0.15人。